# Édouard-Montpetit
Édouard-Montpetit – stacja metra w Montrealu, na linii niebieskiej. Obsługiwana przez Société de transport de Montréal (STM). Znajduje się w Notre-Dame-de-Grâce, w dzielnicy Côte-des-Neiges–Notre-Dame-de-Grâce.